# Бринкхаус, Ральф
Ральф Бринкхаус (нем. Ralph Brinkhaus; род. 15 июня 1968, Реда-Виденбрюкк) — немецкий политик, член Христианско-демократического союза.

## Биография
Родился 15 июня 1968 года в Реде-Виденбрюкке (район Восточная Вестфалия-Липпе федеральной земли Северный Рейн-Вестфалия). В 1987 году окончил гимназию в Ритберге, затем стажировался в компании Robert Bosch GmbH и проходил срочную военную службу на военной базе в Аугустдорфе (противотанковое подразделение в Казармах имени фельдмаршала Роммеля). Изучал экономику в Гогенгеймском университете, получил квалификацию налогового консультанта. Работал по специальности в аудиторской фирме, в 2004 году поселился в Гютерсло. В 1984 году вступил в Союз молодёжи, в 1998 году — в ХДС. В 2004 году вошёл в окружной совет партии в Гютерсло, в 2009 году возглавил его; с 2004 по 2012 год состоял в городском совете Гютерсло. По религиозным убеждениям — католик.
В 2009 году избран в бундестаг, в 2018 году возглавил фракцию ХДС/ХСС, сменив Фолькера Каудера, имевшего репутацию твёрдого сторонника канцлера Ангелы Меркель. По итогам выборов 26 сентября 2021 года Бринкхаус подтвердил свой мандат в прежнем одномандатном округе с результатом 40 % (в 2017 году его поддержали 46,6 % избирателей).